# كين يوشيزاوا
كين يوشيزاوا (باليابانية: 吉澤賢؛ بالكانا: よしざわ けん) هو متسابق دراجات هوائية ياباني، ولد في 7 يوليو 1978 في تشيبا في اليابان.

## وصلات خارجية
- كين يوشيزاوا على موقع الاتحاد الدولي لألعاب القوى (الإنجليزية)
- كين يوشيزاوا على موقع أوليمبيديا (الإنجليزية)